# Paul Posluszny
Paul Michael Posluszny (født 10. oktober 1984 i Butler, Pennsylvania, USA) er en tidligere amerikansk football-spiller, som spillede linebacker. Posluszny spillede for NFL-holdene Jacksonville Jaguars og Buffalo Bills i sin 11 sæsoner lange NFL-karriere. 

## Klubber
- 2007-2010: Buffalo Bills
- 2011-2018: Jacksonville Jaguars